# Дёмкина, Светлана Николаевна
Светлана Николаевна Дёмкина (род. 1951) — советский и российский искусствовед и педагог, профессор КГИК и СКФУ. Член Союза художников СССР и Союза художников России (с 1998 года), член Творческого союза художников России (2007). Член-корреспондент РАХ (2007). Заслуженный художник Российской Федерации (1996). Заслуженный деятель искусств Российской Федерации (2005).

## Биография
Родилась 1 июня 1951 года в городе Дебальцево, Донецкой области, Украинская ССР.
С 1971 по 1976 год обучалась в Московской художественно-промышленной академии имени С. Г. Строганова. С 1995 по 2012 год являлась организатором и первым директором 
Художественно-промышленной академии КГИК, одновременно являясь профессором монументально-декоративного и станкового искусства. С 2013 года — профессор Пятигорского филиала Северо-Кавказского федерального университета. Одновременно с педагогической деятельностью с 2011 года является председателем Правления Кубанского отделения Творческого союза художников России.
С 1970 года была участницей региональных и всероссийских и зарубежных художественных выставок, в том числе персональных выставок, проходивших в 2001 и 2006 годах в Краснодаре, в 2013 году в Москве в РАХ и в Сочи, в 2014 году в Новороссийске. Зарубежные выставки проходили в 1986 году в Болгарии, с 1994 по 2000 году в Кипре, в 1996 году в Словакии, в 1998 году в Германии, в 2004 году во Франции и в 2014 году в Крыму. Основные работы в области монументального искусства в том числе с 1983 по 1985 год занималась созданием декоративного рельефа на общественном здании на территории Старобешевской ГРЭС в Донецкой области, Украинской ССР, а так же работы в области живописи: «Испанка» и  диптих «Дочки-матери» (2012), «Люсинэ» и «Баня» (2013). 
С 1981 по 1986 год — член ревизионной комиссии и Правления Союза художников РСФСР. Член Союза художников СССР и Союза художников России с 1998 года, член Творческого союза художников России с 2007 года. В 2007 году была избрана член-корреспондентом РАХ по Южному региональному отделению. 
22 октября 1996 года Указом Президента России «За заслуги в области искусства» была удостоена почётного звания Заслуженный художник Российской Федерации, а  19 мая 2005 года —   
Заслуженный деятель искусств Российской Федерации.

## Награды
- Заслуженный деятель искусств Российской Федерации (2005 — «За заслуги в области искусства»)[3]
- Заслуженный художник Российской Федерации (1996 — «За заслуги  в  области  искусства»)[2]
- Золотая медаль РАХ (2005)[1]